# Kurianka
Kurianka – wieś w Polsce położona w województwie podlaskim, w powiecie augustowskim, w gminie Lipsk.
Wieś królewska ekonomii grodzieńskiej położona była w końcu XVIII wieku w powiecie grodzieńskim województwa trockiego. W okresie II RP istniała wiejska gmina Kurjanka w powiecie augustowskim. W latach 1954–1959 wieś należała i była siedzibą władz gromady Kurianka, po jej zniesieniu w gromadzie Lipsk. W latach 1975–1998 miejscowość administracyjnie należała do województwa suwalskiego.